# Подставное лицо (фильм)
«Подставное лицо» (англ. The Front) — драматический кинофильм режиссёра Мартина Ритта, основанный на сценарии Уолтера Бернстайна и вышедший на экраны в 1976 году. Главную и одну из немногих своих драматических ролей исполняет Вуди Аллен. Последняя роль Зеро Мостела, посмертно представленного за неё к премии Британской киноакадемии.

## Сюжет
Действие фильма происходит в США в начале пятидесятых годов. Альфред Миллер — талантливый сценарист, работающий для телевидения, попадает в чёрный список лиц, сочувствующих коммунистическим идеям и становится безработным. Миллер вынужден обратиться к своему приятелю Ховарду и предлагает тому стать подставным лицом, от имени которого будут писаться сценарии. Ховард — неудачник и игрок, и обещанные Миллером доля в десять процентов от гонорара ему подходит.
Довольно скоро молодой «писатель» Ховард становится популярным. Продюсеры удивлены быстрой карьерой неизвестного сценариста. Ховард начинает ухаживать за очаровательной Флоренс, работающей на телевидении. Чтобы соответствовать своему новому статусу, Ховарду приходится заняться самообразованием. Ховард решает расширить свой «бизнес» и предложить свои услуги ещё нескольким опальным литераторам.

## В ролях
- Вуди Аллен — Ховард Принс
- Зеро Мостел — Хекки Браун
- Андреа Марковиччи — Флоренс Баррет
- Майкл Мерфи — Альфред Миллер
- Хершел Бернарди — Фил Сассман
- Римак Рамси — Хеннесси
- Марвин Лихтерман — Майер Принс
- Ллойд Гоф — Делани
- Дэвид Маргулис — Фелпс
- Дэнни Айелло — Дэнни ЛаГаттута

## Награды и номинации
За фильм «Подставное лицо» в 1976 году Уолтер Бернстайн был номинирован на премию «Оскар» за лучший оригинальный сценарий. В 1977 Зеро Мостел был посмертно выдвинут на премию BAFTA за лучшую мужскую роль второго плана, а Андреа Марковиччи — на премию «Золотой глобус» за лучший актёрский дебют в женской роли.